# Liste von Freizeitparks in Polen
Die Liste von Freizeitparks in Polen umfasst bestehende und ehemalige Freizeitparks in Polen sortiert nach Gründungsjahr.

## Liste bestehender Freizeitparks
| Name              | Deutsche Bezeichnung | Ort              | Gründungsjahr | Bild | Webpräsenz  |
| ----------------- | -------------------- | ---------------- | ------------- | ---- | ----------- |
| Legendia          | Legendia             | Chorzów          | 1959          |      | Homepage    |
| Lunapark w Łodzi  | Freizeitpark Łódź    | Łódź             | 1970          |      | geschlossen |
| Rabkoland         | Rabkoland            | Rabka            | 1985          |      | Homepage    |
| Energylandia      | Energylandia         | Zator            | 2014          |      | Homepage    |
| Trzy Wzgórza      | Drei Hügel           | Wodzisław Śląski | 2015          |      | Homepage    |
| Majaland Kownaty  | Majaland Kownaty     | Kownaty          | 2018          |      | Homepage    |
| Majaland Warschau | Majaland Warschau    | Warschau         | 2022          |      | Homepage    |
| Majaland Danzig   | Majaland Danzig      | Danzig           | 2024          |      | Homepage    |